# عهدنامه رشت
عهدنامه رشت عهدنامه‌ایست که در ۱۲ بهمن ۱۱۱۰ خورشیدی (برابر با ۲۱ ژانویه ۱۷۳۲ تقویم ژولینی و اول فوریه ۱۷۳۲ تقویم گریگوری) میان ایران و امپراتوری روسیه به امضاء رسید. 
در ماه اکتبر ۱۷۳۰ (۱۱۴۳ قمری) ملکه آنا به علت شیوع وبا در گیلان و تلفات سنگین سربازهای روسیه نامه ای به شاه تهماسب دوم نوشت و شرایط تخلیه نیروهای روس از گیلان را یادآور شد اندکی بعد بارون شافیروف سفیر روسیه وارد رشت شد تا همراه با ژنرال لواشوف قراردادی با ایران منعقد سازند، بخاطر لشکرکشی های شاه تهماسب دوم برعلیه عثمانی مدتی مذاکرات قطع شد و درنهایت درسال ۱۷۳۲ میلادی قرارداد ایران و روسیه در رشت منعقد شد، طبق آن قرارداد روسیه متعهد شد در ظرف پنج ماه کلیه نواحی متصرفی خود را در ایران که از زمان پتر یکم تصرف شده بود را خالی کند به استثنای شمال رود کر که باید بعد از خروج عثمانی از نواحی گرجستان و ارمنستان تخلیه گردد. به موجب این پیمان به بازرگانان روسیه در ایران و تجار ایران در روسیه آزادی تجارت داده شد و  هر یک از این دو کشور در کشور دیگر یک نمایندگی سیاسی ایجاد کردند. دربند، گنجه و غیره نیز سه سال بعد طی پیمان گنجه به ایران بازگشت داده شدند. همچنین در پیمان گنجه بار دیگر بر مفاد این پیمان تأکید شد.